# British Aerial Transport
La British Aerial Transport Company Limited, meglio conosciuta come BAT, era un'azienda aeronautica e del settore difesa britannica con sede a Willesden, nella Grande Londra.

## Storia
La British Aerial Transport Company fu fondata nel giugno del 1917, in piena prima guerra mondiale da Samuel Waring, allora presidente della Waring and Gillow. La nuova società rilevò la sede precedentemente occupata dalla Joucques Aviation Company a Hythe Road, Willesdon. Per lo staff tecnico della nuova società Waring assunse diversi ingegneri olandesi. Come capo progettista Frederick Koolhoven, proveniente dalla Sir WG Armstrong, Whitworth & Company Ltd., coadiuvato da Robert Bernard Cornelis Noorduyn come capo disagnatore, Tony van Laar come capo ingegnere, e Peter Legh come pilota collaudatore.
Il primo progetto di Koolhoven per la nuova società  fu il caccia monoposto BAT F.K.22. Il fallimento nello sviluppo del suo progettato propulsore, il motore ABC Mosquito, portò allo sviluppo del più piccolo caccia F.K.23 Bantam, dotato di motore ABC Wasp. Il suo prototipo andò in volo per la prima volta nel 1918, e ne vennero costruiti nove esemplari, nessuno dei quali entrò mai in servizio. Nel corso del 1918 andarono in volo anche i prototipi dell'F.K.24 Baboon e dell'F.K.25 Basilisk e George Dowty divenne disegnatore presso l'ufficio tecnico della BAT prima di trasferirsi presso l'ufficio progettazione della AV Roe & Company di Hamble.
Il primo giorno dopo la firma dell'armistizio del novembre 1918, Koolhoven iniziò a lavorare sui disegni del velivolo BAT F.K.26, specificamente progettato per l'aviazione commerciale.  Il successore di Legh come capo collaudatore, il comandante di squadron Christopher Draper andò in volo per la prima volta con il prototipo dell'F.K.26 Commercial nell'aprile 1919. Nel giugno di quello stesso anno volò per la prima volta anche il prototipo dell'aereo da addestramento biposto F.K.27, seguito da quello dell'ultralleggero F.K.28 Crow il mese successivo.
Il secondo esemplare dell'F.K.26 fu portato da Draper, con l'ingegnere Koolhoven come uno dei passeggeri, ad Amsterdam per essere esibito all'ELTA (Eerste Luchtvaarttentoonstelling Amsterdam), la prima esposizione aeronautica olandese tenutasi il 1º agosto 1919. In seguito alla partecipazione all'ELTA, Koolhoven costituì, insieme al luogotenente olandese L. Coblijn, la compagnia di trasporto aereo COBOR, che iniziò un servizio di linea settimanale da Londra-Hounslow a Amsterdam-Soesterberg nel settembre 1919, ma nell'inverno di quello stesso anno la COBOR cessò l'attività.
Dopo il successo dell'uso sperimentale dell'F.K.26 sulla linea Hounslow-Parigi-Le Bourget e diversi viaggi charter in Francia, Belgio e Olanda, la BAT aprì un proprio ufficio di trasporto in 38 Conduit Street, W.1, gestito dal maggiore John "Jack" Clifford Savage che controllava il settore commerciale del trasporto passeggeri e merci.
Il 30 settembre 1919 la BAT inaugurò un servizio di linea da Londra e Birmingham, e il 7 ottobre 1919 un altro tra Hendon e Amsterdam. Durante questo periodo Alan Cobham effettuò uno studio sull'uso di potenziali aeroporti.
Nel corso del 1919 l'ormai Lord Waring ridusse i suoi interessi nel settore aeronautico e questo costrinse la British Aerial Transport alla chiusura, i suoi beni furono divisi tra la Alliance Airplane Company Ltd. e la Nieuport & General Aircraft Company. L'ingegnere Koolhoven ritornò nei Paesi Bassi per fondare una propria compagnia, così come Noorduyn che trovò lavoro presso Anthony Fokker.

## Progetti
- BAT F.K.22, aereo da caccia del 1918.
- BAT F.K.23 Bantam, aereo da caccia del 1918
- BAT F.K.24 Baboon, aereo da addestramento.
- BAT F.K.25 Basilisk, aereo da caccia monoposto monomotore.
- BAT F.K.26 Commercial, aereo biplano monomotore per trasporto passeggeri del 1919.
- BAT F.K.27, aereo biplano sportivo monomotore biposto del 1919
- BAT F.K.28 Crow, velivolo monoposto monomotore ultraleggero del 1920.

### Annotazioni
1. ↑  Nato il 4 settembre 1896 a Kensington (Londra) e morto il 3 maggio 1919 a East Finchley, Middlesex, anch'egli proveniente dalla Armstrong Whitworth and Co.
2. ↑  Durante un volo sul Basilisk perse la vita il collaudatore Peter Legh.
3. ↑  Nato il 15 aprile 1892 a Bebington, Cheshire, e morto il 16 gennaio 1979 a Camden, Londra. Draper, che per la passione di passare con gli aerei sotto i ponti era stato soprannominato "the Mad Major", aveva partecipato alla prima guerra mondiale dove era stato decorato con la Distinguished Service Cross, e la Croix de guerre francese.
4. ↑  Nato il 23 ottobre 1891 a Ryde, isola di Wight, e deceduto il 17 settembre 1945. Quando la BAT chiuse l'attività, Savage, dopo una breve esperienza con giornalista presso la rivista Flight, costituì la Savage Skywriting Co. Ltd.
5. ↑  Tutto ciò fu di breve durata, in quanto nell'aprile 1919 Cobham entrò in società con Fred e Jack Holmes costituendo la Berkshire Aviation Company.
6. ↑  Quest'ultima compagnia era stata anch'essa fondata da Samuel Waring.

### Fonti
1. 1 2  Mancini 1936, p. 123.
2. 1 2  Davenport-Hines 1990, p. 169.
3. 1 2  Mancini 1936, p. 50.
4. 1 2 3 4 5 6 7 8 9 10 11 12 13  British Aviation.
5. ↑  Mancini 1936, p. 3.